# Teghenjats
Teghenjats (armeniska: Թեղենյաց) är ett berg i Armenien, i den södra delen av Teghenjatsbergen. Det ligger i provinsen Kotajk, i den centrala delen av landet, 40 kilometer norr om huvudstaden Jerevan. Toppen på Teghenjats är 2 659 meter över havet, eller 130 meter över den omgivande terrängen. Bredden vid basen är 1,8 km.
Terrängen runt Teghenjats är kuperad åt sydväst, men åt nordost är den bergig. Närmaste större samhälle är provinscentralorten Hrazdan, 18,8 kilometer öster om Teghenjats. 
Trakten runt Teghenjats består i huvudsak av gräsmarker. Runt Teghenjats är det ganska tätbefolkat, med 149 invånare per kvadratkilometer.